# Ефремовская (Московская область)
Ефре́мовская — деревня в муниципальном округе Егорьевск Московской области России.

## География
Деревня Ефремовская расположена в северо-западной части муниципального округа Егорьевск, в 4 километрах к северо-западу от города Егорьевск. В 200 метрах к востоку от деревни протекает река Гуслянка. Высота над уровнем моря 131 метров.

## Название
В письменных источниках деревня упоминается как Зевнево (1554 год), Офремовская (1577 год), Ефремовская (1627 год). До XVIII века изредка в документах встречалось наименование Ефремовская, Зевнево тож, но с 1763 года название Ефремовская стало единственным.
Название Зевнево связано с некалендарным личным именем Зевень. Современное наименование деревня получила по имени её жителей.

## История
До отмены крепостного права в России жители деревни относились к разряду государственных крестьян.
После 1861 года деревня вошла в состав Нечаевской волости Егорьевского уезда. Приход находился в городе Егорьевске.
В 1926 году деревня входила в Гавриловский сельсовет Егорьевской волости Егорьевского уезда.
До 1994 года Ефремовская входила в состав Ефремовского сельсовета Егорьевского района, а в 1994—2006 годы — Ефремовского сельского округа.
До 2015 года входила в состав городского поселения Егорьевск.
В 2015 году вошла в состав городского округа Егорьевск, образованного в том же году путём упразднения Егорьевского района и объединения всех его поселений в единый городской округ.

## Экономика
В 1991 году на территории деревни Ефремовская Сергеем Станиславовичем Никитенко был заложен питомник декоративных и садов растений. Питомник Никитенко существует по сей день.

## Демография
Население — 185 человек (2010).
| 1859 | 1868 | 1885 | 1905 | 1926 | 2002 | 2006 |
| ---- | ---- | ---- | ---- | ---- | ---- | ---- |
| 318  | ↗359 | ↗522 | ↗584 | ↘339 | ↘168 | ↗171 |
| 2010 |      |      |      |      |      |      |
| ↗185 |      |      |      |      |      |      |